# Hypatia melaleuca
Hypatia melaleuca là một loài bướm đêm thuộc phân họ Arctiinae, họ Erebidae.